# Communauté de communes Thoré Montagne Noire
Die Communauté de communes Thoré Montagne Noire ist ein französischer Gemeindeverband mit der Rechtsform einer Communauté de communes im Département Tarn in der Region Okzitanien. Sie wurde am 10. Oktober 2004 gegründet und umfasst neun Gemeinden. Der Verwaltungssitz befindet sich im Ort Saint-Amans-Valtoret.

## Historische Entwicklung
Der ursprünglich Communauté de communes Haute Vallée du Thoré genannte Verband wurde 2017 auf die aktuelle Bezeichnung umbenannt.

## Mitgliedsgemeinden
| Gemeinde                                    | Einwohner 1. Januar 2022 | Fläche km² | Dichte Einw./km² | Code INSEE | Postleitzahl |
| ------------------------------------------- | ------------------------ | ---------- | ---------------- | ---------- | ------------ |
| Albine                                      | 512                      | 17,15      | 30               | 81005      | 81240        |
| Bout-du-Pont-de-Larn                        | 1.249                    | 7,63       | 164              | 81036      | 81660        |
| Labastide-Rouairoux                         | 1.418                    | 23,67      | 60               | 81115      | 81270        |
| Lacabarède                                  | 289                      | 14,50      | 20               | 81121      | 81240        |
| Le Rialet                                   | 63                       | 7,64       | 8                | 81223      | 81240        |
| Le Vintrou                                  | 91                       | 11,38      | 8                | 81321      | 81240        |
| Rouairoux                                   | 387                      | 28,48      | 14               | 81231      | 81240        |
| Saint-Amans-Valtoret                        | 862                      | 35,58      | 24               | 81239      | 81240        |
| Sauveterre                                  | 186                      | 12,39      | 15               | 81278      | 81240        |
| Communauté de communes Thoré Montagne Noire | 5.057                    | 158,42     | 32               | –          | –            |